# Calle de la Primavera

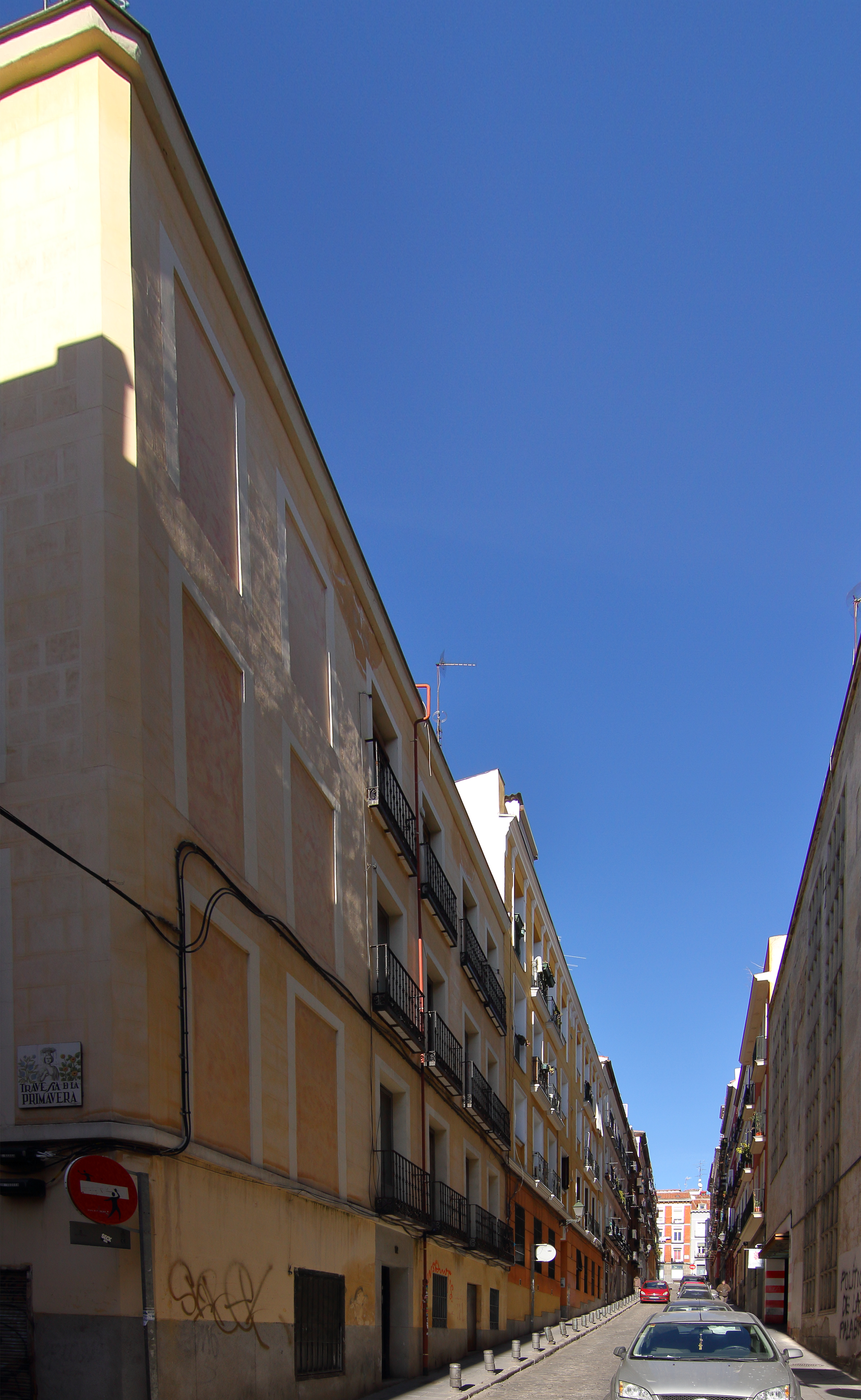
Calle de la Primavera, desde la Travesía de la Primavera

La calle de la Primavera es una breve vía pública de la ciudad española de Madrid, en el barrio de Embajadores, distrito Centro, situada entre la calle de la Esperanza, al norte, y la calle de la Fe, al sur.

## Historia
Aparece ya en el plano de Texeira de 1656, aunque sin nombre, y en el de Antonio Espinosa de los Monteros de 1769 como calle de la Primavera. Peñasco y Cambronero dan noticia de que pudo llamarse durante unos años calle de Buenavista. Se conocen antecedentes de construcciones particulares desde 1797. En el inicio del siglo , el cronista Pedro de Répide sitúa esta vía en el distrito del Hospital de la parroquia de San Lorenzo, como barrio de la Primavera.
Su nombre parece originarse en la legendaria y fabulosa existencia de una fuente rodeada de «de amenos jardines», en los que se celebraban las fiestas populares de la Cruz de Mayo,  al menos desde el siglo xvii, y a las que llegaron a asistir elegantes damas que dieron nombre a este paseo ajardinado e incluso el rey castellano Enrique IV. Si bien los cronistas Hilario Peñasco y Carlos Cambronero anotan que la supuesta fuente y paseo de las Damas aparecen referidos en el siglo xviii situados en el camino de El Pardo, no muy lejos del Vivero de Migas calientes.
En el número 7 de esta calle hubo durante el siglo xix un local de barrio abierto en 1880 y originalmente conocido como Teatro de Madrid, «de bellas proporciones», pero que en 1894 tomó el nombre del maestro Barbieri, al fallecer el popular compositor. El teatro acabó dedicado a salón de baile y 'grotesco cabarét parisiense'.
En la década de 1980, tuvo doméstico acomodo en el entresuelo del número 10 de esta calle, la productora del sello musical El Cometa de Madrid, dirigida por Luis Delgado.